# 阿莉莎·查普曼
阿莉莎·查普曼（英語：Allysha Chapman，1989年1月25日—），加拿大女子足球运动员。她曾代表加拿大参加2016年和2020年夏季奥林匹克运动会足球比赛，获得一枚金牌和一枚铜牌。